# Martina Proeber
Martina Proeber, född den 4 januari 1963 i Rostock, är en östtysk simhoppare.
Hon tog OS-silver i svikthopp i samband med de olympiska simhoppstävlingarna 1980 i Moskva.